# Campionato Italiano Velocità 2009
Il campionato italiano velocità 2009 è l'ottantottesima edizione del campionato italiano velocità. In questa annata sono attive cinque categorie: la Superbike, la Supersport, la Stock 1000, la Classe 125 e la Stock 600 con quest'ultima alla sua prima edizione nel campionato nazionale.

## Stagione
Il calendario, che prevede nuovamente sei eventi, è così distribuito: una prova a Monza e Vallelunga più due gare in due diversi momenti a Misano e al Mugello. In quest'annata tutti i piloti stranieri, che prendono parte anche ad un singolo evento come wild card, prendono regolarmente punti validi per la classifica.

Nella Superbike il titolo va a Norino Brignola con una 1098R del team Guandalini Racing. Brignola, già campione nel 2005, sopravanza di undici punti il compagno di marca Luca Conforti del team Barni Racing. Terzo, a pari punti con Conforti, ma con una vittoria in meno, è Matteo Baiocco che prende parte alle ultime quattro gare previste. 

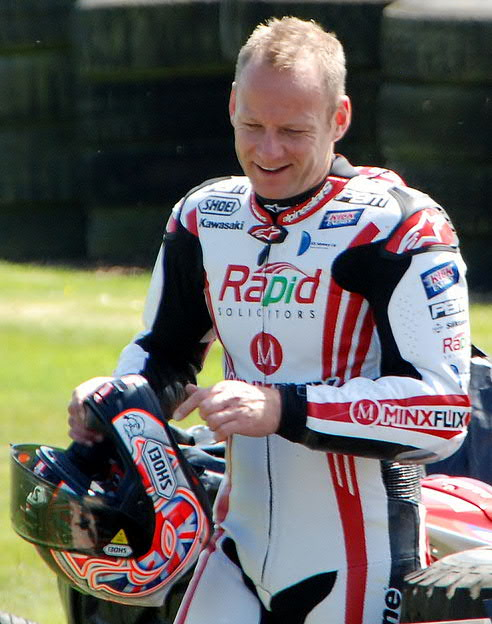
Shane Byrne, qui immortalato nel 2013, in questa stagione conquista l'Hat Trick a Monza nella sua unica partecipazione al campionato italiano.

 Nella classifica costruttori, che vede la partecipazione di ben otto case motociclistiche, Ducati vince tutte le gare in calendario lasciando alla concorrenza solo quattro piazzamenti a podio: due per Honda, giunta seconda in classifica, e due per Kawasaki, che ottiene anche la pole position nella gara finale al Mugello con il campione uscente Luca Scassa.
Nella Supersport Michele Pirro, Yamaha Lorenzini by Leoni, conquista sei pole position su sei e, grazie a quattro vittorie consecutive nella parte centrale della stagione, si laurea campione (terzo titolo consecutivo dopo i due ottenuti nella Stock 1000 nel 2007 e 2008). Subito dietro a Pirro, con cinque piazzamenti a podio tra cui una vittoria, si piazza Alessio Velini, sempre su Yamaha, ma del Team V.R. Al terzo posto si classifica Cristiano Migliorati, con una ZX-6R del team Puccetti Racing. Il titolo costruttori va agevolmente a Yamaha, che ottiene sei vittorie su sei; più staccate le altre case, capaci comunque di ottenere diversi piazzamenti a podio.
In Stock 1000, Stefano Cruciani del Stop & Go Dunlop Team, che ottiene cinque vittorie, vince il titolo con oltre trenta punti di vantaggio su Danilo Petrucci, Yamaha Team Piellemoto. Al terzo posto Domenico Colucci, vincitore nell'unica gara non terminata da Crucianiː il Gran Premio di Monza. Come nella classe Superbike, anche qui Ducati vince tutte le gare previste ma chiude con minor margineː Yamaha infatti centra quasi sempre il podio. Più staccati gli altri costruttori. La prima edizione nazionale della Stock 600 viene vinta da Andrea Boscoscuro, Team Riviera FCC, che disputa una stagione regolare con due vittorie, due secondi e due terzi posti. Secondo, staccato di solo sette punti è Ferruccio Lamborghini che vince tre gare. Terzo Roberto Tamburini vincitore della restante gara a Misano. Dominio Yamaha nella graduatoria costruttoriː l'unico podio per un'altra casa motociclistica, lo conquista Marco Marcheluzzo su Honda, giungendo terzo nella gara inaugurale.
La classe 125, che vede i piloti Aprilia occupare le prime sette posizioni del campionato, viene vinta da Riccardo Moretti che ha la meglio sui compagni di marca grazie a quattro vittorie e due secondi posti. Moretti, del team Ellegi Racing, sopravanza di oltre sessanta punti Alessandro Tonucci secondo, e Luigi Morciano terzo. Tra i costruttori l'unica vittoria, e anche l'unico piazzamento a podio non Aprilia, lo ottiene il pilota wild card Marcel Schrötter che vince la prima prova a Misano con una Honda RS 125 R.

## Calendario
Dove non indicata la nazionalità si intende pilota italiano.
| Prova | Data       | Circuito        | Vincitore       | Vincitore       | Vincitore        | Vincitore             | Vincitore        |
| Prova | Data       | Circuito        | Superbike       | Supersport      | Stock 1000       | Stock 600             | Classe 125       |
| ----- | ---------- | --------------- | --------------- | --------------- | ---------------- | --------------------- | ---------------- |
| 1     | 19 aprile  | Misano prova 1  | Luca Conforti   | Franco Battaini | Stefano Cruciani | Ferruccio Lamborghini | Marcel Schrötter |
| 2     | 3 maggio   | Monza           | Shane Byrne     | Michele Pirro   | Domenico Colucci | Ferruccio Lamborghini | Riccardo Moretti |
| 3     | 7 giugno   | Vallelunga      | Norino Brignola | Michele Pirro   | Stefano Cruciani | Andrea Boscoscuro     | Jakub Kornfeil   |
| 4     | 12 luglio  | Mugello prova 1 | Norino Brignola | Michele Pirro   | Stefano Cruciani | Andrea Boscoscuro     | Riccardo Moretti |
| 5     | 23 agosto  | Misano prova 2  | Matteo Baiocco  | Michele Pirro   | Stefano Cruciani | Roberto Tamburini     | Riccardo Moretti |
| 6     | 11 ottobre | Mugello prova 2 | Luca Conforti   | Alessio Velini  | Stefano Cruciani | Ferruccio Lamborghini | Riccardo Moretti |

## Classifiche

### Superbike

#### Elenco Partecipanti[39]
Dove non indicata la nazionalità si intende pilota italiano.
| Nº  | Pilota                    | Motoclub          | Squadra                 | Motocicletta       | Gomma |
| --- | ------------------------- | ----------------- | ----------------------- | ------------------ | ----- |
| 1   | Luca Scassa               | A.M. Aretina      |                         | Kawasaki ZX-10R    | P     |
| 3   | Christian Pratelli        | Andreani          | Team Friends Racing     | Honda CBR1000RR    | D     |
| 4   | Lucio Diego Pilia         | Bulldog           | Crazy Old Man           | Suzuki GSX-R1000   | P     |
| 5   | Letizia Marchetti         | Crazy Old Man     | Crazy Old Man           | Ducati 1098R       | P     |
| 7   | Mauro Bardelli            | Cassano Magnago   | Byrt Racing Team        | Yamaha YZF-R1      | M     |
| 8   | Fulvio Faccietti          | Verona            | Ram Racing Team         | Yamaha YZF-R1      | P     |
| 10  | Lorenzo Mauri             | Oggiono           | Barni Racing            | Ducati 1098R       | P     |
| 11  | Riccardo Chiarello        | Brogliano         | Penta Race Dunlop Team  | Suzuki GSX-R1000   | D     |
| 15  | Matteo Baiocco            | Brutta Piega      | /                       | Kawasaki ZX-10R    | P     |
| 15  | Matteo Baiocco            | Brutta Piega      | Guandalini Racing       | Ducati 1098R       | P     |
| 16  | Maurizio Prattichizzo     | Biassono          | Team Factory SBK        | MV Agusta F̩4 312 R | D     |
| 18  | Ivan Clementi             | Grifo's           | Grifo's Team by Emmebi  | Honda CBR1000RR    | D     |
| 18  | Ivan Clementi             | Grifo's           | Grifo's Team by Emmebi  | Honda CBR1000RR    | P     |
| 20  | Marco Borciani            | Biassono          |                         | Ducati 1098R       | P     |
| 21  | Claudio Brambilla         | White Speed Team  | Grillini Team           | Honda CBR1000RR    | B     |
| 23  | Terence Toti              | TT Racing         | Celani Race             | Suzuki GSX-R1000   | P     |
| 24  | Luca Conforti             | Franciacorta      | Barni Racing            | Ducati 1098R       | P     |
| 27  | Alfonso Castaldo          | Mattioli          | Suriano by Crucianimoto | Suzuki GSX-R1000   | P     |
| 27  | Alfonso Castaldo          | Mattioli          | Suriano by Crucianimoto | Suzuki GSX-R1000   | D     |
| 27  | Alfonso Castaldo          | Mattioli          | Suriano by Crucianimoto | Suzuki GSX-R1000   | M     |
| 29  | Giuseppe Zannini          | Francesco Baracca | Grillini Team           | Honda CBR1000RR    | P     |
| 29  | Giuseppe Zannini          | Francesco Baracca | Grillini Team           | Honda CBR1000RR    | D     |
| 36  | Valter Durigon            | Omobono Tenni     | DRM Racing Bike Team    | Yamaha YZF-R1      | D     |
| 37  | Davide Caselli            | Porto Viro        | New Magic Moda          | Yamaha YZF-R1      | P     |
| 39  | Alessandro Gramigni       | Firenze           | Celestini Motorshow     | Yamaha YZF-R1      | D     |
| 40  | Flavio Augusto Gentile    | Fasano            | Althea Racing           | Honda CBR1000RR    | P     |
| 44  | Andrea Di Giannicola      | Moto X Racing     |                         | Honda CBR1000RR    | P     |
| 47  | Franco Zanellato          | Bisogaletto       |                         | Ducati 1098R       | P     |
| 48  | Graziano Laudati          | Crazy Old Man     | Crazy Old Man           | Yamaha YZF-R1      | D     |
| 49  | Enzo Chiapello            | Driver Cuneo      | Nuova M2 Racing         | Honda CBR1000RR    | D     |
| 49  | Enzo Chiapello            | Driver Cuneo      | Nuova M2 Racing         | Honda CBR1000RR    | P     |
| 51  | Simone Bonfanti           | Parini            |                         | Honda CBR1000RR    | P     |
| 52  | Christian Mazzoleri       | Racing Berghem    | Team Gomme & Service    | Honda CBR1000RR    | P     |
| 53  | Alessandro Polita         | Misano Adriatico  | Celani Race             | Suzuki GSX-R1000   | P     |
| 54  | Marco Tonini              | Pompone           |                         | Honda CBR1000RR    | P     |
| 57  | Claudio Sergiovich        | Rosmas            | Suriano by Crucianimoto | Suzuki GSX-R1000   | P     |
| 61  | Alessandro Filippini      | De Vai            | Zivi Motor WRM          | Honda CBR1000RR    | D     |
| 63  | Hugo Marchand             | FFM               |                         | Honda CBR1000RR    | M     |
| 64  | Norino Brignola           | Città di Fano     | Guandalini Racing       | Ducati 1098R       | P     |
| 67  | Shane Byrne               | GBR               |                         | Ducati 1098R       | P     |
| 69  | Simone Conti              | Nico Martinelli   | Barni Racing            | Ducati 1098R       | P     |
| 69  | Simone Conti              | Nico Martinelli   | Nuova M2 Racing         | Honda CBR1000RR    | P     |
| 72  | Cosimo Chirone            | Wolf & Fox        | Grillini Team           | Honda CBR1000RR    | P     |
| 72  | Cosimo Chirone            | Wolf & Fox        | Grillini Team           | Honda CBR1000RR    | B     |
| 73  | Fabrizio Ippoliti         | Biker's Island    |                         | Yamaha YZF-R1      | M     |
| 73  | Fabrizio Ippoliti         | Biker's Island    | D                       | Yamaha YZF-R1      |       |
| 78  | Gianni Fagioli            | Brilli Pileri     |                         | Kawasaki ZX-10R    | P     |
| 80  | Alessandro Coltelli       | Stop and Go       |                         | Yamaha YZF-R1      | D     |
| 83  | Andrea Buccheri           | Gentlemen's       |                         | Yamaha YZF-R1      | D     |
| 84  | Samuela De Nardi          | Omobono Tenni     | DMR Racing Bike Team    | Yamaha YZF-R1      | M     |
| 86  | Cosimo Diviccaro          | Sport Puglia      | Team V.R.               | Yamaha YZF-R1      | P     |
| 90  | Roberto Festa             | CF Promotion      |                         | Yamaha YZF-R1      | D     |
| 95  | Fabrizio Pellizzon        | Omobono Tenni     | Team Riviera FCC        | Aprilia RSV4       | D     |
| 96  | Luca Pini                 | Ducale            | Gomme & Service         | Honda CBR1000RR    | D     |
| 96  | Luca Pini                 | Ducale            | Gomme & Service         | Honda CBR1000RR    | P     |
| 101 | Dario Piatti              | Mezzanica         | Team Factory SBK        | MV Agusta F̩4 312 R | D     |
| 111 | Giovanni Baggi            | Pandino           | Barni Racing            | Ducati 1098R       | P     |
| 112 | Daniele Addamo            | Fuori Giri        | 851 Racing Team         | Honda CBR1000RR    | M     |
| 112 | Daniele Addamo            | Fuori Giri        | 851 Racing Team         | Honda CBR1000RR    | D     |
| 113 | Paolo Blora               | G.S. Fiamme Oro   | T.R. Team               | Kawasaki ZX-10R    | P     |
| 129 | Lucio Cecere              | Motorino Racing   | DMR Racing Bike Team    | Yamaha YZF-R1      | D     |
| 129 | Lucio Cecere              | Motorino Racing   | DMR Racing Bike Team    | Yamaha YZF-R1      | P     |
| 132 | Francesco Folegotto       | Omobono Tenni     | DMR Racing Bike Team    | Yamaha YZF-R1      | D     |
| 136 | Gregorio Lavilla          | RFME              | Guandalini Racing       | Ducati 1098R       | D     |
| 150 | Dante Del Vecchio         | Firenze           |                         | Yamaha YZF-R1      | M     |
| 157 | Marco Ferreri             | Nico Racing Team  |                         | Ducati 1098R       | D     |
| 171 | Leonardo Pedoni           | Città di Riccione |                         | Ducati 1098R       | P     |
| 188 | Riccardo Di Pietrogiacomo | Gladio Corse      | Celestini Motorshow     | Yamaha YZF-R1      | P     |
| 188 | Riccardo Di Pietrogiacomo | Gladio Corse      | Celestini Motorshow     | Yamaha YZF-R1      | D     |
| 610 | Cristian Gipponi          | Franciacorta      | Zivi Motor WRM          | Suzuki GSX-R1000   | D     |
| 610 | Cristian Gipponi          | Franciacorta      | Zivi Motor WRM          | Suzuki GSX-R1000   | P     |
| 690 | Gianluca Nannelli         | Firenze           |                         | KTM 1190 RC8       | P     |

| Legenda            |
| ------------------ |
| Pilota wildcard    |
| Pilota sostitutivo |

#### Classifica Piloti[40]
| Pos. | Pilota                 | Moto              | 1 MIS1 | 2 MON | 3 VAL | 4 MUG1 | 5 MIS2 | 6 MUG2 | P.ti |
| ---- | ---------------------- | ----------------- | ------ | ----- | ----- | ------ | ------ | ------ | ---- |
| 1    | Norino Brignola        | Ducati            | 3      | Rit   | 1     | 1      | 6      | 6      | 96   |
| 2    | Luca Conforti          | Ducati            | 1      | 2     | 12    | Rit    | 5      | 1      | 85   |
| 3    | Matteo Baiocco         | Kawasaki e Ducati |        |       | 2     | 2      | 1      | 2      | 85   |
| 4    | Marco Borciani         | Ducati            | 2      | 8     | 3     | 3      | 6      | Rit    | 73   |
| 5    | Flavio Augusto Gentile | Honda             | 4      | 3     | 4     | 7      | Rit    | 7      | 60   |
| 6    | Alessandro Gramigni    | Yamaha            | 10     | 9     | 7     | 6      | 10     | 4      | 51   |
| 7    | Ivan Clementi          | Honda             | 5      | 6     | Rit   | 5      | 3      |        | 48   |
| 8    | Riccardo Chiarello     | Suzuki            | 8      | 5     | Rit   | 8      | 7      | 9      | 43   |
| 9    | Lorenzo Mauri          | Ducati            | 11     | 4     | 8     | 4      | Rit    | Rit    | 39   |
| 10   | Daniele Addamo         | Honda             | 6      | 14    | 13    | 13     | 6      | 12     | 32   |
| 11   | Davide Caselli         | Yamaha            | 7      | 11    | 9     | Rit    | 9      | Rit    | 28   |
| 12   | Shane Byrne            | Ducati            |        | 1     |       |        |        |        | 25   |
| 13   | Roberto Festa          | Yamaha            | 13     | 10    | 6     | Rit    | Rit    | 10     | 25   |
| 14   | Maurizio Prattichizzo  | MV Agusta         | 15     | 13    | Rit   | Rit    | 8      | 5      | 23   |
| 15   | Luca Pini              | Honda             | 9      | 12    |       | 10     | Rit    | Rit    | 17   |
| 16   | Luca Scassa            | Kawasaki          |        |       |       |        |        | 3      | 16   |
| 17   | Andrea Di Giannicola   | Honda             |        | SQ    | 10    | 12     | 11     | 15     | 16   |
| 18   | Alessandro Polita      | Suzuki            |        |       | 5     |        |        |        | 11   |
| 19   | Giovanni Baggi         | Ducati            | 12     | 15    |       | 11     | Rit    |        | 10   |
| 20   | Terence Toti           | Suzuki            |        | 7     |       |        |        |        | 9    |
| 21   | Fabrizio Pellizzon     | Aprilia           |        |       |       |        |        | 8      | 8    |
| 22   | Hugo Marchand          | Honda             |        |       |       | 9      |        |        | 7    |
| 23   | Paolo Blora            | Kawasaki          | Rit    | 16    | 11    | Rit    |        | 14     | 7    |
| 24   | Giuseppe Zannini       | Honda             | 14     | 22    | 18    | Rit    | 12     | 18     | 6    |
| 25   | Simone Conti           | Honda             |        |       | 14    | 15     | 13     | Rit    | 6    |
| 26   | Gianluca Nannelli      | KTM               |        |       |       |        |        | 11     | 5    |
| 27   | Franco Zanellato       | Ducati            |        |       |       |        |        | 13     | 3    |
| 28   | Alessandro Filippini   | Suzuki            | 16     | NP    | 21    |        | 14     |        | 2    |
| 29   | Marco Ferreri          | Yamaha            |        |       |       | 14     |        |        | 2    |
| 30   | Lucio Diego Pilia      | Suzuki            | Rit    | 18    | 15    | Rit    | 15     | 16     | 2    |
| Pos. | Pilota                 | Moto              | 1 MIS1 | 2 MON | 3 VAL | 4 MUG1 | 5 MIS2 | 6 MUG2 | P.ti |

| Legenda | 1º posto        | 2º posto            | 3º posto           | A punti      | Senza punti        | Grassetto – Pole position Corsivo – Giro più veloce |
| Legenda | Gara non valida | Non qual./Non part. | Ritirato/Non class | Squalificato | '-' Dato non disp. | Grassetto – Pole position Corsivo – Giro più veloce |

#### Classifica Costruttori[41]
| Pos. | Costruttore | 1 MIS1 | 2 MON | 3 VAL | 4 MUG1 | 5 MIS2 | 6 MUG2 | P.ti |
| ---- | ----------- | ------ | ----- | ----- | ------ | ------ | ------ | ---- |
| 1    | Ducati      | 1      | 1     | 1     | 1      | 1      | 1      | 150  |
| 2    | Honda       | 4      | 3     | 4     | 5      | 3      | 7      | 78   |
| 3    | Yamaha      | 7      | 9     | 6     | 6      | 9      | 4      | 56   |
| 4    | Suzuki      | 8      | 5     | 5     | 8      | 7      | 9      | 54   |
| 5    | Kawasaki    | 21     | 16    | 2     | 24     | 17     | 3      | 36   |
| 6    | MV Agusta   | 15     | 13    | Rit   | Rit    | 8      | 5      | 23   |
| 7    | Aprilia     |        |       |       |        |        | 8      | 8    |
| 8    | KTM         |        |       |       |        |        | 11     | 5    |

### Supersport

#### Classifica Piloti[42]
Dove non indicata la nazionalità si intende pilota italiano. Le motociclette in competizione sono equipaggiate con pneumatici forniti da Pirelli, Dunlop, Metzeler e Michelin.
In occasione della gara inaugurale a Misano, disputata in condizioni di pioggia battente e durata solo quattro giri, è stata assegnata ai piloti la metà del punteggio.
| Pos. | Pilota               | Moto     | 1 MIS1 | 2 MON | 3 VAL | 4 MUG1 | 5 MIS2 | 6 MUG2 | P.ti |
| ---- | -------------------- | -------- | ------ | ----- | ----- | ------ | ------ | ------ | ---- |
| 1    | Michele Pirro        | Yamaha   | 17     | 1     | 1     | 1      | 1      | Rit    | 100  |
| 2    | Alessio Velini       | Yamaha   | 3      | 3     | 2     | Rit    | 2      | 1      | 89   |
| 3    | Cristiano Migliorati | Kawasaki | 10     | 11    | 9     | 2      | 3      | 5      | 62   |
| 4    | Franco Battaini      | Yamaha   | 1      | 4     | Rit   | 7      | 4      | 7      | 56,5 |
| 5    | Mirko Giansanti      | Triumph  | 4      | 14    | 8     | 3      | Rit    | 2      | 52,5 |
| 6    | Simone Sanna         | Honda    | Rit    | 2     | 5     | 4      | 8      | Rit    | 52   |
| 7    | Ilario Dionisi       | Honda    | 26     | Rit   | 3     | 11     | 6      | 4      | 44   |
| 8    | Alessandro Brannetti | Yamaha   | Rit    | 6     | 4     | 5      | Rit    | 9      | 41   |
| 9    | Danilo Marrancone    | Kawasaki | 7      | 10    | 10    | 8      | 7      | 10     | 39,5 |
| 10   | Alessio Corradi      | Kawasaki | 8      | 5     | 7     | 9      | Rit    | 8      | 39   |
| 11   | Diego Ciavattini     | Honda    | 15     | Rit   | 14    | 15     | 5      | 3      | 30,5 |
| 12   | Vladimir Ivanov      | Yamaha   | 5      | NP    | Rit   | 13     | 10     | 6      | 24,5 |
| 13   | Alex Sassaro         | Honda    | 6      | 13    | 18    | 12     | 12     | 13     | 19   |
| 14   | Alessio Palumbo      | Kawasaki | 22     | 8     | Rit   | 6      | Rit    | Rit    | 18   |
| 15   | Roberto Lunadei      | Honda    | 25     | 9     | 6     |        | Rit    | Rit    | 17   |
| 16   | Giuseppe Barone      | Honda    | 14     | 18    | 13    | 18     | 11     | 11     | 14   |
| 17   | Marco Muzio          | Honda    | 9      | 15    | 17    | 16     | 9      | 14     | 13,5 |
| 18   | Sergio Ruggiero      | Yamaha   | NP     | 7     |       | Rit    | 14     | 15     | 12   |
| 19   | Cristiano Erbacci    | Yamaha   | Rit    | Rit   | 11    | 10     | Rit    | Rit    | 11   |
| 20   | Gianluca Nannelli    | Triumph  | 2      |       |       |        |        |        | 10   |
| 21   | Lorenzo Alfonsi      | Honda    | 24     | 12    | 12    | 14     |        |        | 10   |
| 22   | Alessio Brugnoni     | Yamaha   | 13     | Rit   | 15    | Rit    | 13     | 12     | 9,5  |
| 23   | Matteo Marzotto      | Kawasaki | 11     | 25    | 20    | 27     | 19     | 20     | 2,5  |
| 24   | Massimiliano Iannone | Yamaha   | 12     | 19    | Rit   | 23     |        |        | 2    |
| 25   | Raffele Vargas       | Honda    | 18     | 24    | 19    | 17     | 15     | 17     | 1    |
| Pos. | Pilota               | Moto     | 1 MIS1 | 2 MON | 3 VAL | 4 MUG1 | 5 MIS2 | 6 MUG2 | P.ti |

| Legenda | 1º posto        | 2º posto            | 3º posto           | A punti      | Senza punti        | Grassetto – Pole position Corsivo – Giro più veloce |
| Legenda | Gara non valida | Non qual./Non part. | Ritirato/Non class | Squalificato | '-' Dato non disp. | Grassetto – Pole position Corsivo – Giro più veloce |

#### Classifica Costruttori[44]
| Pos. | Costruttore | 1 MIS1 | 2 MON | 3 VAL | 4 MUG1 | 5 MIS2 | 6 MUG2 | P.ti  |
| ---- | ----------- | ------ | ----- | ----- | ------ | ------ | ------ | ----- |
| 1    | Yamaha      | 1      | 1     | 1     | 1      | 1      | 1      | 137,5 |
| 2    | Honda       | 6      | 2     | 3     | 4      | 5      | 3      | 81    |
| 3    | Kawasaki    | 7      | 5     | 7     | 2      | 3      | 5      | 71,5  |
| 4    | Triumph     | 2      | 14    | 8     | 3      | 17     | 2      | 56    |

### Stock 1000

#### Classifica Piloti[45]
Dove non indicata la nazionalità si intende pilota italiano. Le motociclette in competizione sono equipaggiate con pneumatici forniti da Pirelli, Dunlop, Metzeler, Continental e Michelin.
| Pos. | Pilota              | Moto            | 1 MIS1 | 2 MON | 3 VAL | 4 MUG1 | 5 MIS2 | 6 MUG2 | P.ti |
| ---- | ------------------- | --------------- | ------ | ----- | ----- | ------ | ------ | ------ | ---- |
| 1    | Stefano Cruciani    | Ducati          | 1      | Rit   | 1     | 1      | 1      | 1      | 125  |
| 2    | Danilo Petrucci     | Yamaha          | 2      | 3     | 3     | 4      | 3      | 6      | 91   |
| 3    | Domenico Colucci    | Ducati          | 4      | 1     | 2     |        | 2      | Rit    | 78   |
| 4    | Michele Magnoni     | Yamaha          | 3      |       | 9     | 5      | 5      | 2      | 65   |
| 5    | Riccardo Della Ceca | Yamaha          | 6      | 13    | 6     | 9      | 6      | 3      | 56   |
| 6    | Emanuele Russo      | Honda e Suzuki  | 5      | 6     | 5     | 7      |        |        | 41   |
| 7    | Enrico Sirch        | Honda           | 9      | 14    | 8     | 6      | 10     | 15     | 34   |
| 8    | Loic Napoleone      | Suzuki          | 8      | 8     | 4     |        | Rit    | 14     | 31   |
| 9    | Michele Conti       | Suzuki          | 11     | 16    | 11    | 8      | 9      | 11     | 30   |
| 10   | Ivan Goi            | Yamaha          | 7      | 12    | 7     |        | Rit    | 9      | 29   |
| 11   | Luca Verdini        | Honda e Yamaha  |        | 5     | 12    | 12     |        | 10     | 25   |
| 12   | Simone Saltarelli   | Suzuki          | 13     | 9     | Rit   | 23     | NP     | 4      | 23   |
| 13   | Chris Seaton        | Yamaha          | 10     | 7     | Rit   | 16     | 8      |        | 23   |
| 14   | Loris Baz           | Yamaha          |        |       |       | Rit    | 4      | 8      | 21   |
| 15   | Davide Giugliano    | Suzuki e Yamaha | Rit    |       |       | 2      | Rit    | Rit    | 20   |
| 16   | Claudio Corti       | Suzuki          |        | 2     |       |        |        |        | 20   |
| 17   | Roberto Lacalendola | Ducati          | 12     | Rit   |       | 3      | Rit    |        | 20   |
| 18   | Gino Salvatore      | Yamaha e Suzuki |        | 10    | Rit   | 10     | 11     | 18     | 17   |
| 19   | Javier Forés        | Kawasaki        |        | 4     | Rit   |        |        |        | 13   |
| 20   | Lorenzo Baroni      | Yamaha e Honda  | 15     | 21    | 10    | 11     | 16     |        | 12   |
| 21   | Lorenzo Alfonsi     | Honda           |        |       |       |        |        | 5      | 11   |
| 22   | Alessandro Polita   | Aprilia         |        |       |       |        |        | 7      | 9    |
| 23   | Andrea Antonelli    | Yamaha          |        |       |       |        | 7      | Rit    | 9    |
| 24   | Fabrizio De Noni    | Yamaha          | 14     | 18    | 14    | 13     | 14     | 20     | 9    |
| 25   | Fabrizio Perotti    | Yamaha          |        | 11    |       |        |        |        | 5    |
| 26   | Russell Holland     | KTM             |        |       |       |        |        | 12     | 4    |
| 27   | Andrea Liberini     | Suzuki          | 17     | 26    | 17    | 19     | 12     | 24     | 4    |
| 28   | Alessio Aldovrandi  | Yamaha          | 18     | Rit   | Rit   | 21     | Rit    | 13     | 3    |
| 29   | Livio Zampieri      | Honda           | Rit    | 27    | 16    | Rit    | 13     | 22     | 3    |
| 30   | Luca Morelli        | Kawasaki        | Rit    | Rit   | 13    |        |        | Rit    | 3    |
| 31   | Vittorio Bortone    | Yamaha          | Rit    | 22    | Rit   | 14     | 15     | 19     | 3    |
| 32   | Matteo Guarino      | Honda           | 16     | 25    | Rit   | 15     | Rit    | 17     | 1    |
| 33   | Michal Drobný       | Honda           |        | 23    | 15    |        |        |        | 1    |
| 34   | Renè Mahr           | Suzuki          |        | 15    |       |        |        |        | 1    |
| Pos. | Pilota              | Moto            | 1 MIS1 | 2 MON | 3 VAL | 4 MUG1 | 5 MIS2 | 6 MUG2 | P.ti |

| Legenda | 1º posto        | 2º posto            | 3º posto           | A punti      | Senza punti        | Grassetto – Pole position Corsivo – Giro più veloce |
| Legenda | Gara non valida | Non qual./Non part. | Ritirato/Non class | Squalificato | '-' Dato non disp. | Grassetto – Pole position Corsivo – Giro più veloce |

#### Classifica Costruttori[46]
| Pos. | Costruttore | 1 MIS1 | 2 MON | 3 VAL | 4 MUG1 | 5 MIS2 | 6 MUG2 | P.ti |
| ---- | ----------- | ------ | ----- | ----- | ------ | ------ | ------ | ---- |
| 1    | Ducati      | 1      | 1     | 1     | 1      | 1      | 1      | 150  |
| 2    | Yamaha      | 2      | 3     | 3     | 4      | 3      | 2      | 101  |
| 3    | Suzuki      | 8      | 2     | 4     | 2      | 11     | 4      | 79   |
| 4    | Honda       | 5      | 5     | 5     | 6      | 9      | 5      | 61   |
| 5    | Kawasaki    | Rit    | 4     | 13    | 18     | 17     | 23     | 16   |
| 6    | Aprilia     | 22     | 20    | 22    |        |        | 7      | 9    |
| 7    | KTM         |        |       |       |        |        | 12     | 4    |

### Stock 600

#### Classifica Piloti[47]
Dove non indicata la nazionalità si intende pilota italiano. Le motociclette in competizione sono tutte equipaggiate con pneumatici forniti da Dunlop.
| Pos. | Pilota                | Moto                   | 1 MIS1 | 2 MON | 3 VAL | 4 MUG1 | 5 MIS2 | 6 MUG2 | P.ti |
| ---- | --------------------- | ---------------------- | ------ | ----- | ----- | ------ | ------ | ------ | ---- |
| 1    | Andrea Boscoscuro     | Yamaha                 | 2      | 2     | 1     | 1      | 3      | 3      | 122  |
| 2    | Ferruccio Lamborghini | Yamaha                 | 1      | 1     | 18    | 2      | 2      | 1      | 115  |
| 3    | Roberto Tamburini     | Yamaha                 | 13     | 4     | 3     | 4      | 1      | 4      | 83   |
| 4    | Fabio Massei          | Yamaha                 | 6      | 3     | 2     | 3      | Rit    | 2      | 82   |
| 5    | Berardino Lombardi    | Kawasaki e Yamaha      | Rit    | 7     | 6     | 7      | 19     | 5      | 39   |
| 6    | Giuliano Gregorini    | Yamaha                 | 16     | 5     | 26    | 8      | 6      | 8      | 37   |
| 7    | Fabio Menghi          | Yamaha                 | Rit    | 6     | 12    | 10     | 5      | 10     | 37   |
| 8    | Tommaso Lorenzetti    | Yamaha                 | Rit    | 8     | Rit   | 6      | 8      | 6      | 36   |
| 9    | Daniele Rossi         | Honda                  | 5      | 11    | 5     | 14     | 13     | 20     | 32   |
| 10   | Simone Sancioni       | Honda e Yamaha         | 4      | Rit   | Rit   | Rit    | 7      | 7      | 31   |
| 11   | William Marconi       | Yamaha                 | 8      | 9     | 9     | 9      | Rit    | Rit    | 31   |
| 12   | Marco Marcheluzzo     | Honda                  | 3      | 16    | Rit   |        | Rit    | 11     | 21   |
| 13   | Gianluigi Busiello    | Kawasaki               | Rit    | 21    | 4     | 22     | 10     | 19     | 19   |
| 14   | Jonathan Gallina      | Kawasaki               |        | Rit   | 11    | 5      | Rit    |        | 16   |
| 15   | Nicola Jr. Morrentino | Yamaha                 |        |       | 8     |        | 9      | 24     | 15   |
| 16   | Davide Fanelli        | Yamaha                 |        |       |       | SQ     | 4      |        | 13   |
| 17   | Simone Piermaria      | Yamaha                 | 7      | 12    | 17    | 17     | Rit    |        | 13   |
| 18   | Raffaele Filice       | Yamaha, Honda e Yamaha | Rit    | 10    | Rit   | Rit    |        | 9      | 13   |
| 19   | Roberto Farinelli     | Yamaha                 | 10     | Rit   | 14    | 11     | Rit    | Rit    | 13   |
| 20   | Gabriele D'Alessandro | Yamaha                 |        | 15    | 7     | 26     | 14     | Rit    | 12   |
| 21   | Gabriele Cottini      | Honda                  | 9      | Rit   | 15    |        |        | 17     | 12   |
| 22   | Thomas Caiani         | Kawasaki               | 20     | 14    | 10    | 21     | 17     | 15     | 9    |
| 23   | Federico D'Annunzio   | Yamaha                 | Rit    | 26    |       | 25     | 11     | 13     | 8    |
| 24   | Remo Castellarin      | Yamaha                 | 12     | 17    | 13    | 29     |        |        | 7    |
| 25   | Kevin Dittadi         | Yamaha                 | Rit    | 13    | 19    | 13     | 18     | 16     | 6    |
| 26   | Michael Mazzina       | Yamaha                 | 11     |       |       | 32     | 20     | Rit    | 5    |
| 27   | Federico Dittadi      | Yamaha                 | Rit    | Rit   | 23    | 20     | 15     | 12     | 5    |
| 28   | Alessia Polita        | Yamaha                 | 15     |       | SQ    | 24     | 12     | Rit    | 5    |
| 29   | Andrea Pirazzoli      | Yamaha                 | 14     | Rit   | SQ    | 33     | Rit    | 23     | 2    |
| 30   | Francesco Scicchitano | Yamaha                 | Rit    | Rit   | 21    | 15     |        | Rit    | 1    |
| Pos. | Pilota                | Moto                   | 1 MIS1 | 2 MON | 3 VAL | 4 MUG1 | 5 MIS2 | 6 MUG2 | P.ti |

| Legenda | 1º posto        | 2º posto            | 3º posto           | A punti      | Senza punti        | Grassetto – Pole position Corsivo – Giro più veloce |
| Legenda | Gara non valida | Non qual./Non part. | Ritirato/Non class | Squalificato | '-' Dato non disp. | Grassetto – Pole position Corsivo – Giro più veloce |

#### Classifica Costruttori[48]
| Pos. | Costruttore | 1 MIS1 | 2 MON | 3 VAL | 4 MUG1 | 5 MIS2 | 6 MUG2 | P.ti |
| ---- | ----------- | ------ | ----- | ----- | ------ | ------ | ------ | ---- |
| 1    | Yamaha      | 1      | 1     | 1     | 1      | 1      | 1      | 150  |
| 2    | Honda       | 3      | 11    | 5     | 12     | 13     | 11     | 44   |
| 3    | Kawasaki    | 20     | 7     | 4     | 5      | 10     | 15     | 40   |
| NC   | Suzuki      | Rit    | 22    | 30    |        | 26     |        | 0    |

### Classe 125

#### Classifica Piloti[49]
Dove non indicata la nazionalità si intende pilota italiano. Le motociclette in competizione sono equipaggiate con pneumatici forniti da Dunlop e Bridgestone.
| Pos. | Pilota                 | Moto          | 1 MIS1 | 2 MON | 3 VAL | 4 MUG1 | 5 MIS2 | 6 MUG2 | P.ti |
| ---- | ---------------------- | ------------- | ------ | ----- | ----- | ------ | ------ | ------ | ---- |
| 1    | Riccardo Moretti       | Aprilia       | 2      | 1     | 2     | 1      | 1      | 1      | 140  |
| 2    | Alessandro Tonucci     | Aprilia       | 9      | 3     | 4     | Rit    | 2      | 2      | 76   |
| 3    | Luigi Morciano         | Aprilia       | Rit    | 2     | 8     | 4      | 3      | 3      | 73   |
| 4    | Jakub Kornfeil         | Aprilia       | 10     |       | 1     | 2      | Rit    | 4      | 64   |
| 5    | Armando Pontone        | Aprilia       | 13     | 8     | 10    | 7      | 5      | 6      | 47   |
| 6    | Gennaro Sabatino       | Aprilia       | 4      | 4     | 7     | Rit    | Rit    | 5      | 46   |
| 7    | Gabriele Ferro         | Aprilia       | 11     | 6     | 3     | 6      | Rit    | 13     | 44   |
| 8    | Marco Ravaioli         | Aprilia e KTM | 3      | 7     | 13    | 10     | Rit    | 15     | 35   |
| 9    | Riccardo Russo         | Aprilia       | 6      | 9     | 9     | 17     | 6      | 16     | 34   |
| 10   | Marcel Schrötter       | Honda         | 1      |       |       |        |        |        | 25   |
| 11   | Nicolas Stizza         | Aprilia       | 20     |       | 5     | Rit    | 4      | Rit    | 24   |
| 12   | Massimo Parziani       | Aprilia       | 19     | 5     | 14    | 26     | 10     | 11     | 24   |
| 13   | Davide Stirpe          | Honda         | 5      | Rit   | Rit   | 5      | Rit    | Rit    | 22   |
| 14   | Tommaso Gabrielli      | Aprilia       | 7      | Rit   | Rit   | 11     | Rit    | 8      | 22   |
| 15   | Francesco Mauriello    | Aprilia       | Rit    | Rit   | Rit   | 9      | 8      | 10     | 21   |
| 16   | Mattia Tarozzi         | Aprilia       | 18     | 12    | Rit   | 23     | 9      | 7      | 20   |
| 17   | Nazzareno Lumina       | Honda         | 12     | 17    | 6     | 12     | Rit    |        | 18   |
| 18   | Karel Pešek            | Aprilia       |        |       |       | 3      |        |        | 16   |
| 19   | Jakub Jantulik         | Aprilia       |        |       |       | 8      | 11     |        | 13   |
| 20   | Kevin Calia            | Honda         |        |       | 12    | 15     | Rit    | 9      | 12   |
| 21   | Raffaele Mattiello     | KTM           | 14     | 10    | 15    | 19     | 14     | 21     | 11   |
| 22   | Miroslav Popov         | Aprilia       |        |       |       |        | 7      |        | 9    |
| 23   | Matteo Gabrielli       | Aprilia       | 8      | 21    | 17    | 16     | Rit    | 22     | 8    |
| 24   | Alessandro Giorgi      | Aprilia       | Rit    | 13    | 11    | 18     | Rit    | 18     | 8    |
| 25   | Federico Monti         | Honda         | 22     | 16    | 20    | 13     | 12     | 20     | 7    |
| 26   | Matteo Bacchini        | Honda         | Rit    | 11    | Rit   | 21     | Rit    |        | 5    |
| 27   | Matteo Della Bianca    | Aprilia       | 17     | 14    |       | Rit    | 13     |        | 5    |
| 28   | Antonio Gennaro Romano | Aprilia       |        |       | 18    | 22     |        | 12     | 4    |
| 29   | Simone Bugatti         | Honda         | 21     | 19    | 19    | 14     | Rit    | 14     | 4    |
| 30   | Lorenzo Garofoli       | Aprilia       |        |       |       |        | 15     |        | 1    |
| 31   | Alessandro Torlaschi   | Honda         | 23     | 15    | Rit   | 25     | Rit    | 17     | 1    |
| 32   | Jacopo Caraffini       | Aprilia       | 15     | 18    | Rit   | 20     |        | 23     | 1    |
| Pos. | Pilota                 | Moto          | 1 MIS1 | 2 MON | 3 VAL | 4 MUG1 | 5 MIS2 | 6 MUG2 | P.ti |

| Legenda | 1º posto        | 2º posto            | 3º posto           | A punti      | Senza punti        | Grassetto – Pole position Corsivo – Giro più veloce |
| Legenda | Gara non valida | Non qual./Non part. | Ritirato/Non class | Squalificato | '-' Dato non disp. | Grassetto – Pole position Corsivo – Giro più veloce |

#### Classifica Costruttori[50]
| Pos. | Costruttore | 1 MIS1 | 2 MON | 3 VAL | 4 MUG1 | 5 MIS2 | 6 MUG2 | P.ti |
| ---- | ----------- | ------ | ----- | ----- | ------ | ------ | ------ | ---- |
| 1    | Aprilia     | 2      | 1     | 1     | 1      | 1      | 1      | 145  |
| 2    | Honda       | 1      | 11    | 6     | 5      | 12     | 9      | 62   |
| 3    | KTM         | 14     | 10    | 15    | 10     | 14     | 15     | 18   |
| NC   | Ancillotti  |        |       |       | 24     |        |        | 0    |
| -    | Friba       |        |       |       | Rit    |        |        | 0    |

## Sistema di punteggio
| Pos.  | 1  | 2  | 3  | 4  | 5  | 6  | 7 | 8 | 9 | 10 | 11 | 12 | 13 | 14 | 15 | 16> |
| Punti | 25 | 20 | 16 | 13 | 11 | 10 | 9 | 8 | 7 | 6  | 5  | 4  | 3  | 2  | 1  | 0   |